# Star Motor Car Company
Star Motor Car Company war ein US-amerikanischer Hersteller von Automobilen.

## Unternehmensgeschichte
Guy G. Shaw, J. W. Berauer, S. J. Summer und W. A. Rowland gründeten das Unternehmen im November 1909. Der Sitz war in Indianapolis in Indiana. Die Produktion von Automobilen begann. Der Markenname lautete Star. Im November 1911 folgte auf Antrag des Anteilseigners Theodore M. Weiss die Insolvenz. Insgesamt entstanden nur wenige Fahrzeuge.
Das Unternehmen gilt als elfter Automobilhersteller, der in dieser Stadt gegründet wurde. Diese Angabe ist strittig. Im Folgenden eine Auflistung von Automobilherstellern, die bis 1909 in Indianapolis gegründet wurden und auch tatsächlich Kraftfahrzeuge hergestellt haben. Nicht enthalten ist die Marke Overland, die zwar von 1905 bis 1909 in Indianapolis ansässig war, aber vorher in Terre Haute gegründet wurde.
- 1896–1900 Indianapolis Automobile and Vehicle Company mit Marke Black
- 1898–1916 Indiana Bicycle Company mit Marke Waverley
- 1900–1924 National Motor Vehicle Company mit Marke National
- 1902–1903 T. J. Lindsay Automobile Parts Company mit Marke Lindsay
- 1902–1933 Marmon
- 1903–1905 Mohawk Cycle & Automobile Company mit Marke Mohawk
- 1903–1926 Premier Motors mit Marke Premier
- 1904–1906 H. Pokorney & Richards Automobile & Gas Engine Company mit Marke Tricolet
- 1904–1915 Marion Motor Car Company mit Marke Marion
- 1906–1914 American Motors Company mit Marke American
- 1909 Whiteside Wheel Company mit Marke Vaughn
- 1909–1919 Empire Automobile Company mit Marke Empire
- 1909–1925 Cole Motor Car Company mit Marke Cole

Weitere Hersteller von Personenkraftwagen der Marke Star aus den USA waren Star Automobile Company (Ohio), Star Automobile Company (Illinois), Model Gas Engine Works und Star (Automarke).

## Fahrzeuge
Im Angebot stand nur ein Modell. Der Aufbau war ein offener Tourenwagen. Er bot Platz für fünf Personen. Der Neupreis betrug 1000 US-Dollar.